# Seraucourt-le-Grand
Seraucourt-le-Grand és un municipi francès situat al departament de l'Aisne i a la regió dels Alts de França. L'any 2007 tenia 783 habitants.

## Demografia

### Població
El 2007 la població de fet de Seraucourt-le-Grand era de 783 persones. Hi havia 264 famílies de les quals 48 eren unipersonals (28 homes vivint sols i 20 dones vivint soles), 56 parelles sense fills, 140 parelles amb fills i 20 famílies monoparentals amb fills.
La població ha evolucionat segons el següent gràfic:
Habitants censats

### Habitatges
El 2007 hi havia 291 habitatges, 274 eren l'habitatge principal de la família, 7 eren segones residències i 10 estaven desocupats. Tots els 289 habitatges eren cases. Dels 274 habitatges principals, 217 estaven ocupats pels seus propietaris, 50 estaven llogats i ocupats pels llogaters i 7 estaven cedits a títol gratuït; 2 tenien una cambra, 5 en tenien dues, 28 en tenien tres, 101 en tenien quatre i 138 en tenien cinc o més. 251 habitatges disposaven pel capbaix d'una plaça de pàrquing. A 102 habitatges hi havia un automòbil i a 137 n'hi havia dos o més.

### Piràmide de població
La piràmide de població per edats i sexe el 2009 era:
| Homes | Edats   | Dones |
| ----- | ------- | ----- |
| 0     | 95 o +  | 0     |
| 0     | 90 a 94 | 0     |
| 0     | 85 a 89 | 4     |
| 0     | 80 a 84 | 8     |
| 4     | 75 a 79 | 12    |
| 4     | 70 a 74 | 8     |
| 8     | 65 a 69 | 12    |
| 20    | 60 a 64 | 16    |
| 24    | 55 a 59 | 20    |
| 36    | 50 a 54 | 32    |
| 40    | 45 a 49 | 28    |
| 28    | 40 a 44 | 36    |
| 32    | 35 a 39 | 28    |
| 16    | 30 a 34 | 24    |
| 20    | 25 a 29 | 28    |
| 20    | 20 a 24 | 12    |
| 32    | 15 a 19 | 48    |
| 32    | 10 a 14 | 44    |
| 32    | 5 a 9   | 20    |
| 16    | 0 a 4   | 8     |

## Economia
El 2007 la població en edat de treballar era de 535 persones, 364 eren actives i 171 eren inactives. De les 364 persones actives 317 estaven ocupades (172 homes i 145 dones) i 47 estaven aturades (27 homes i 20 dones). De les 171 persones inactives 41 estaven jubilades, 68 estaven estudiant i 62 estaven classificades com a «altres inactius».

### Ingressos
El 2009 a Seraucourt-le-Grand hi havia 276 unitats fiscals que integraven 771 persones, la mediana anual d'ingressos fiscals per persona era de 17.051 €.

### Activitats econòmiques
Dels 11 establiments que hi havia el 2007, 4 eren d'empreses de comerç i reparació d'automòbils, 2 d'empreses de transport, 2 d'empreses d'hostatgeria i restauració, 1 d'una empresa financera, 1 d'una entitat de l'administració pública i 1 d'una empresa classificada com a «altres activitats de serveis».
L'únic establiment comercial que hi havia el 2009 era una botiga de menys de 120 m².

## Equipaments sanitaris i escolars
L'únic equipament sanitari que hi havia el 2009 era una farmàcia.
El 2009 hi havia una escola elemental integrada dins d'un grup escolar amb les comunes properes formant una escola dispersa.

## Poblacions més properes
El següent diagrama mostra les poblacions més properes.